# Mickey Mouse Revue

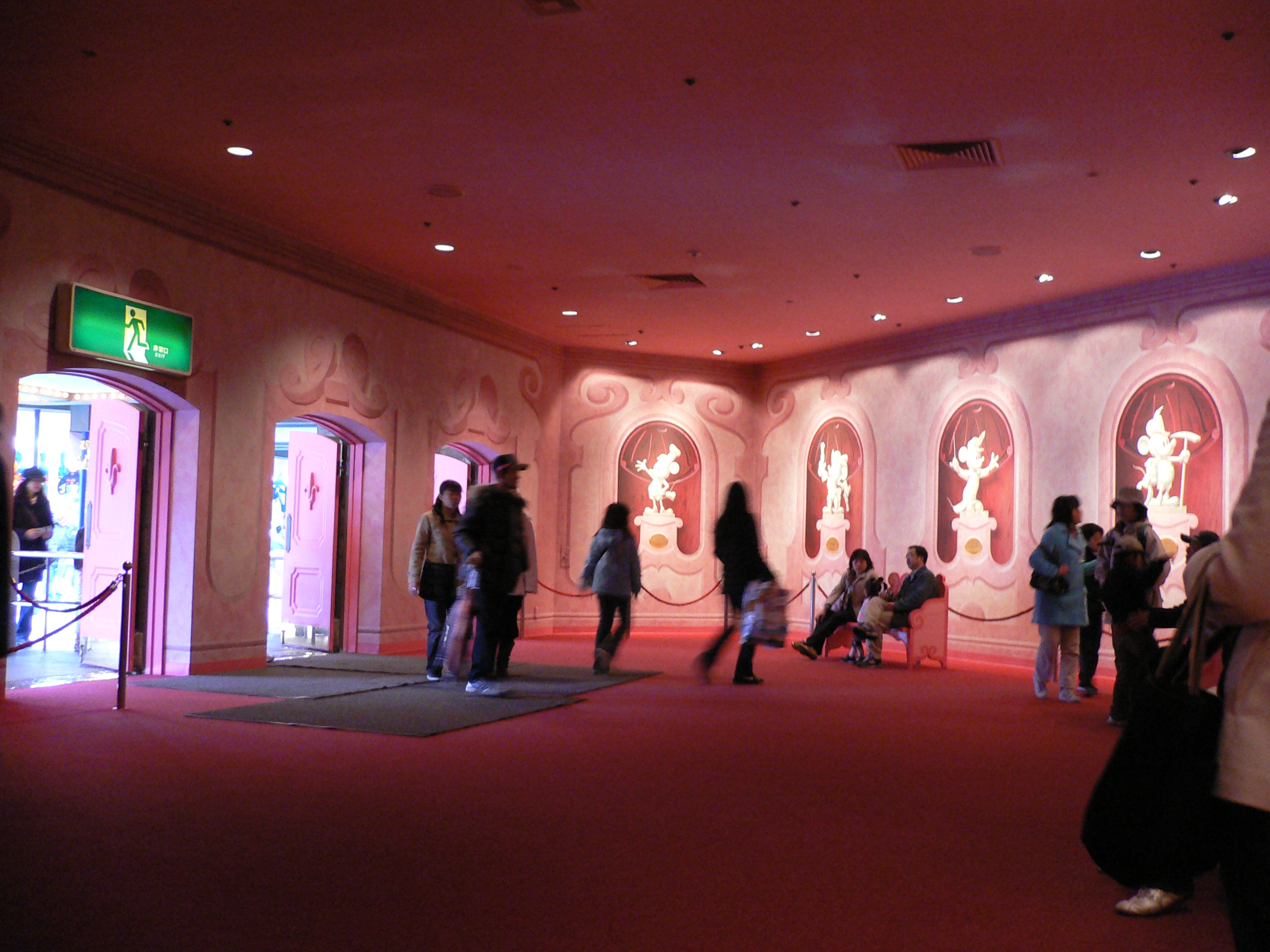
La salle de pré-spectacle à Tokyo Disneyland.

Mickey Mouse Revue ou The Mickey Mouse Revue était une attraction des parcs Disney. Elle se présentait sous la forme d'un concert symphonique dirigé par Mickey Mouse. Les personnages de nombreux films Disney se succèdent par groupes dans des morceaux qui leur sont associés en jouant d'instruments différents. Le concept existe encore au travers de Mickey's PhilharMagic.

## L'histoire et le concept
L'attraction semble provenir d'un concept évoqué par Walt Disney en 1962 lors d'une interview sur les audio-animatronics, l'attraction Enchanted Tiki Room, la future Haunted Mansion et un théâtre avec tous les personnages Disney.
L'attraction prend la forme d'un théâtre ou d'une salle de concert. Dans le couloir d'entrée, des posters à l'effigie de Mickey. Un pré-spectacle de 8 minutes retraçant la carrière de Mickey permet d'attendre la séance.
Le spectacle consiste en plusieurs séquences issues de films Disney présentant des personnages des films chantant un ou plusieurs extraits musicaux.
Les séquences sont extraites de(s)
- courts métrages de Disney joués par l'orchestre dirigé par Mickey (24 personnages)
- Les Trois petits cochons
- Blanche-Neige et les Sept Nains
- Alice au pays des merveilles
- Les Trois Caballeros
- Cendrillon
- Mélodie du Sud

## Les attractions

### Magic Kingdom
L'attraction est l'une des attractions uniques conçues pour le Magic Kingdom. C'est aussi la première grande attraction à avoir fermé dans ce parc. Elle a été remplacée en 1987 par Magic Journeys puis en 1994 Legend of the Lion King. Le concept de base de l'attraction a revu le jour au même endroit sous la forme de Mickey's PhilharMagic en 2003.
- Ouverture : 1er octobre 1971[1],[2]
- Fermeture : 14 septembre 1980[1]
- Conception : WED Enterprises
- Nombre d'audio-animatronics : 81 représentant 73 personnages (certains représente le même personnage)
- Ticket requis : E de 1971 à 1973 et D de 1973 à 1980
- Type d'attractions : Salle de concert avec audio-animatronics
- Situation : 28° 25′ 12″ N, 81° 34′ 54″ O
- Attractions suivantes :
  - Magic Journeys décembre 1987 - décembre 1993
  - Legend of the Lion King juillet 94 - 2002
  - Mickey's PhilharMagic septembre 2003

### Tokyo Disneyland
À l'inverse de plusieurs autres attractions uniquement copiées à Tokyo Disneyland, l'attraction Mickey Mouse Revue a été fermée au Magic Kingdom et envoyée par bateau au Japon. Elle ouvrit en même temps que le parc.
- Ouverture : 15 avril 1983 (avec le parc)[1]
- Fermeture : 25 mai 2009
- Conception : WED Enterprises
- Nombre d'audio-animatronics : 81 (certains représente le même personnage)
- Type d'attractions : Salle de concert avec Audio-animatronics
- Situation : 35° 37′ 54″ N, 139° 52′ 51″ E
- Attractions suivantes :
  - Mickey's PhilharMagic janvier 2011

## Sources
- The Mickey Mouse Revue sur Widen you World.